# Étoile de Bessèges 2012

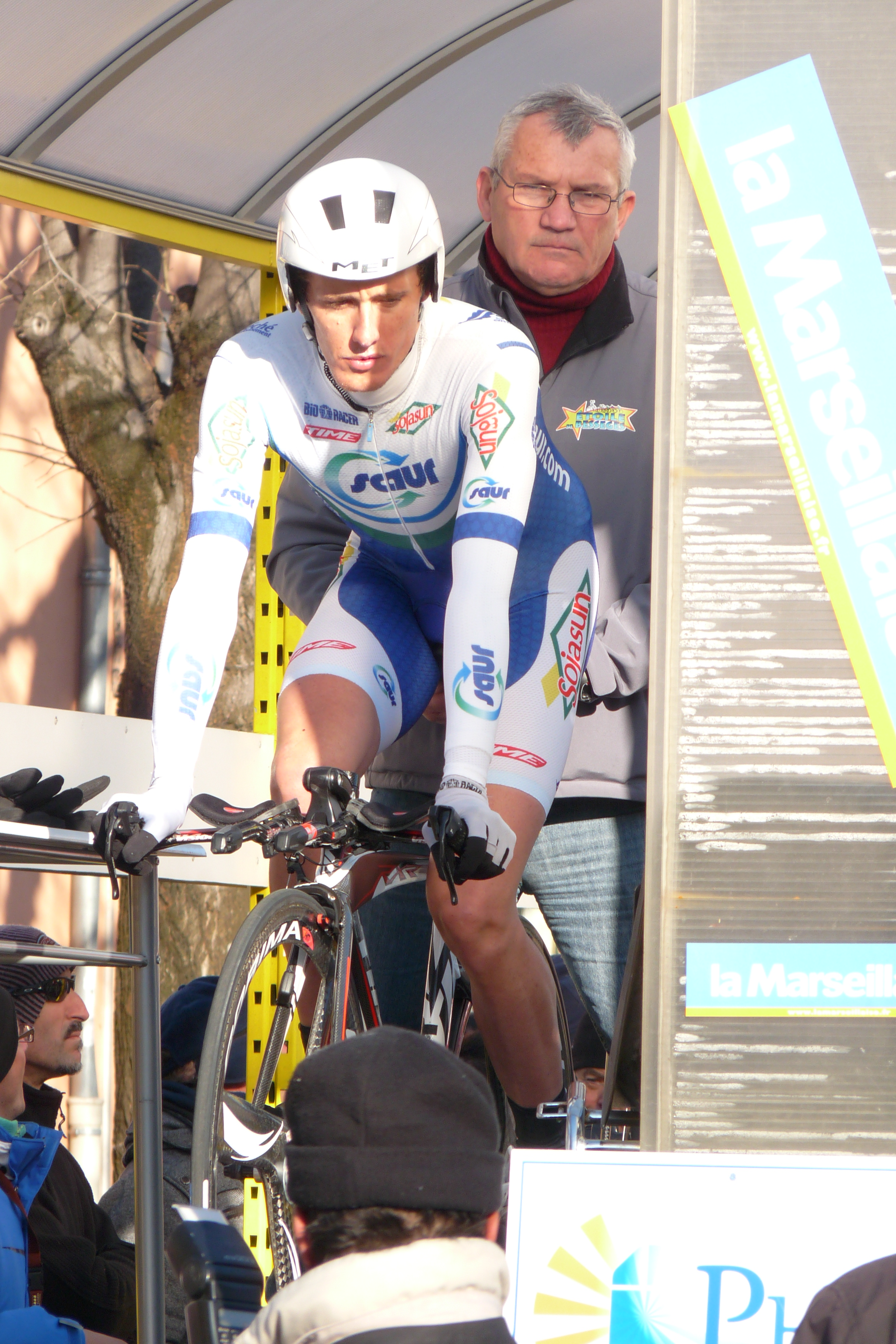
Jérôme Coppel

La 42.ª edición de la Étoile de Bessèges tuvo lugar del 1 al 5 de febrero de 2012 con un recorrido de 505,9 km (en principio fueron 692,3 km pero se tuvo que reducir el kilometraje de 3 etapas debido a inclemencias meteorológicas) entre Beaucaire y Alès.
La carrera formó parte del UCI Europe Tour 2012, dentro de la categoría 2.1.
El ganador final fue Jérôme Coppel (quien además se hizo con la última etapa contrarreloj). Le acompañaron en el podio Franck Vermeulen y Rein Taaramäe, respectivamente.
En las clasificaciones secundarias se impusieron Bobbie Traksel (puntos), Bert-Jan Lindeman (montaña) Anthony Delaplace (jóvenes) y Saur-Sojasun (equipos).

## Equipos participantes
Tomaron parte en la carrera 17 equipos: 2 equipos de categoría UCI ProTour; 10 de categoría Profesional Continental; y 3 de categoría Continental. Formando así un pelotón de 136 ciclistas, con 8 corredores cada equipo, de los que acabaron 76. Los equipos participantes fueron:
| N.º     | Equipo                           | Cód. UCI | Categoría               |
| ------- | -------------------------------- | -------- | ----------------------- |
| 1-8     | Ag2r La Mondiale                 | ALM      | UCI ProTour             |
| 11-18   | Vacansoleil-DCM Pro Cycling Team | VCD      | UCI ProTour             |
| 21-28   | Cofidis Le Crédit en Ligne       | COF      | Profesional Continental |
| 31-38   | Project 1t4i                     | PRO      | Profesional Continental |
| 41-48   | Team Europcar                    | EUC      | Profesional Continental |
| 51-58   | Landbouwkrediet-Euphony          | LAN      | Profesional Continental |
| 61-68   | FDJ-Big Mat                      | FDJ      | Profesional Continental |
| 71-78   | BigMat-Auber 93                  | BIG      | Continental             |
| 81-88   | Topsport Vlaanderen-Mercator     | TSV      | Profesional Continental |
| 91-98   | Bretagne-Schuller                | BSC      | Profesional Continental |
| 101-108 | Team Type 1-Sanofi               | TT1      | Profesional Continental |
| 111-118 | Saur-Sojasun                     | SAU      | Profesional Continental |
| 121-128 | Accent Jobs-Willems Veranda's    | ACC      | Profesional Continental |
| 131-138 | Roubaix-Lille Métropole          | RLM      | Continental             |
| 141-148 | La Pomme Marseille               | LPM      | Continental             |
| 151-158 | An Post-Sean Kelly               | SKT      | Continental             |
| 161-168 | Véranda Rideau-Super U           | VRU      | Continental             |

## Etapas
| Etapa        | Fecha        | Recorrido                                | km        | Ganador           | Líder          |
| ------------ | ------------ | ---------------------------------------- | --------- | ----------------- | -------------- |
| 1ª etapa     | 1 de febrero | Beaucaire-Bellegarde                     | 148,5     | Nacer Bouhanni    | Nacer Bouhanni |
| 2ª etapa     | 2 de febrero | Nîmes-Saint-Ambroix                      | 58        | Marcel Kittel     | Marcel Kittel  |
| 3ª etapa     | 3 de febrero | Bessèges-Bessèges                        | 152,6     | Pierre Rolland    | Pierre Rolland |
| 4ª etapa     | 4 de febrero | Saint-Geniès-de-Comolas-Bagnols-sur-Cèze | 66        | Marco Marcato     | Pierre Rolland |
| 5ª etapa (a) | 5 de febrero | Alès-Alès                                | 71,1      | Stéphane Poulhiès | Pierre Rolland |
| 5ª etapa (b) | 5 de febrero | Alès-Alès                                | 9,7 (CRI) | Jérôme Coppel     | Jérôme Coppel  |

## Clasificaciones finales

### Clasificación general
| Posición | Ciclista            | Equipo                      | Tiempo           |
| -------- | ------------------- | --------------------------- | ---------------- |
|          | Jérôme Coppel       | Saur-Sojasun                | 12 h 40 min 08 s |
| 2        | Franck Vermeulen    | Véranda Rideau-Super U      | a 25 s           |
| 3        | Rein Taaramäe       | Cofidis, le Crédit en Ligne | a 26 s           |
| 4        | Pierre Rolland      | Europcar                    | a 28 s           |
| 5        | Maxime Bouet        | Ag2r La Mondiale            | a 32 s           |
| 6        | Frederik Veuchelen  | Vacansoleil-DCM             | a 33 s           |
| 7        | Pierrick Fédrigo    | FDJ-Big Mat                 | a 37 s           |
| 8        | Jonathan Hivert     | Saur-Sojasun                | m.t.             |
| 9        | Pierre-Luc Périchon | La Pomme Marseille          | a 46 s           |
| 10       | Julien Antomarchi   | Type 1-Sanofi               | a 48 s           |

## Evolución de las clasificaciones
| Etapa (Vencedor)                   | Clasificación general Maillot corail | Clasificación por puntos Maillot jaune | Clasificación de la montaña Maillot bleu | Clasificación de los jóvenes Maillot blanc | Clasificación por equipos     |
| ---------------------------------- | ------------------------------------ | -------------------------------------- | ---------------------------------------- | ------------------------------------------ | ----------------------------- |
| 1.ª etapa (Nacer Bouhanni)         | Nacer Bouhanni                       | Nacer Bouhanni                         | Bert-Jan Lindeman                        | Nacer Bouhanni                             | Accent Jobs-Willems Veranda's |
| 2.ª e5tapa (Marcel Kittel)         | Marcel Kittel                        | Marcel Kittel                          | Bert-Jan Lindeman                        | Nacer Bouhanni                             | Topsport Vlaanderen-Mercator  |
| 3.ª etapa (Pierre Rolland )        | Pierre Rolland                       | Nacer Bouhanni                         | Bert-Jan Lindeman                        | Nacer Bouhanni                             | Europcar                      |
| 4.ª etapa (Marco Marcato)          | Pierre Rolland                       | Kris Boeckmans                         | Bert-Jan Lindeman                        | Gijs Van Hoecke                            | Europcar                      |
| 5ª (a) etapa (Stéphane Poulhiès)   | Pierre Rolland                       | Bobbie Traksel                         | Bert-Jan Lindeman                        | Gijs Van Hoecke                            | Europcar                      |
| 5ª (b) etapa (CRI) (Jérôme Coppel) | Jérôme Coppel                        | Bobbie Traksel                         | Bert-Jan Lindeman                        | Anthony Delaplace                          | Saur-Sojasun                  |
| Clasificación final                | Jérôme Coppel                        | Bobbie Traksel                         | Bert-Jan Lindeman                        | Anthony Delaplace                          | Saur-Sojasun                  |